# Энциклопедический словарь Сальмонсена

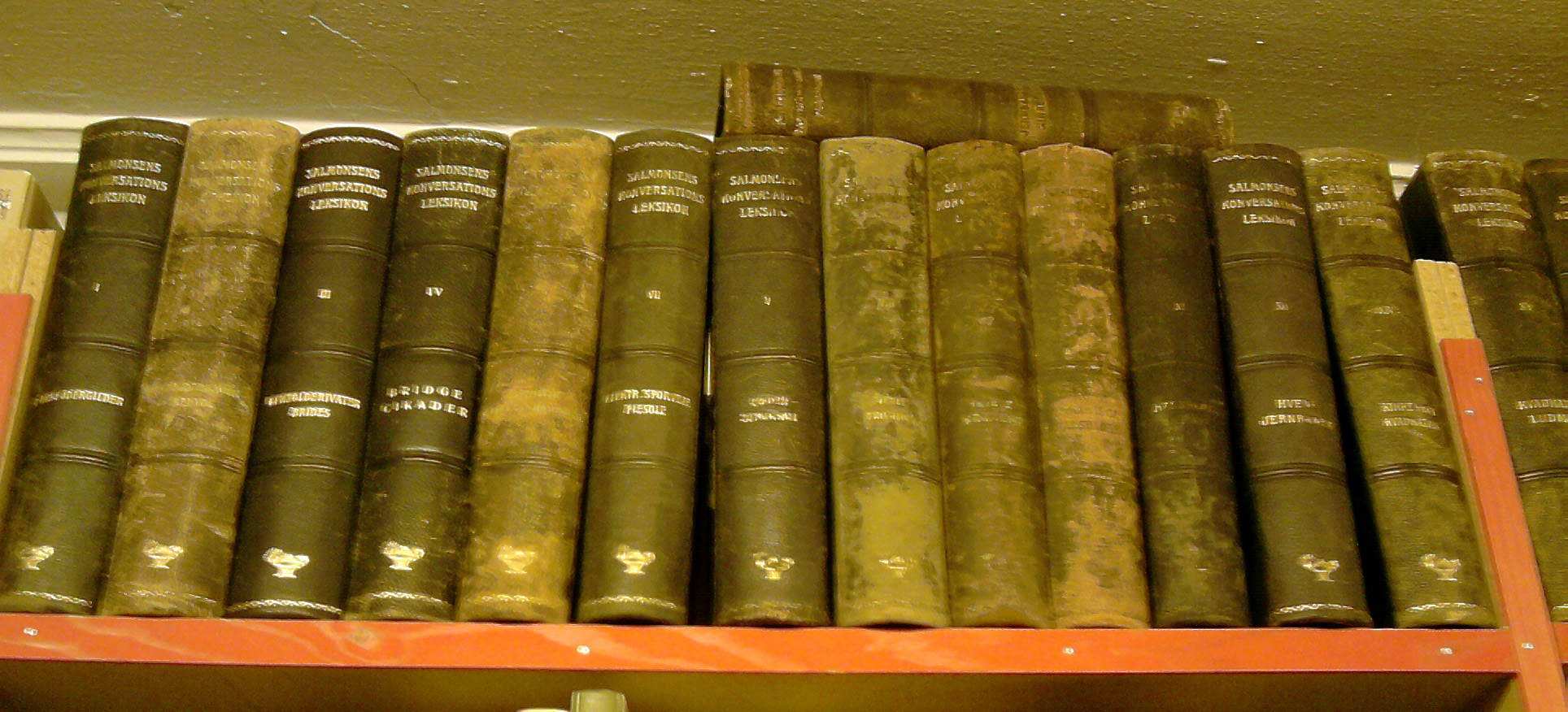
Тома второго издания.

Энциклопедический словарь Сальмонсена (дат. Salmonsens Konversationsleksikon) — датская универсальная многотомная энциклопедия, выдержавшая четыре издания в период с 1893 по 1949 год. Главным редактором издания выступил Кристиан Блангструп (34-летний офицер и военный историк), реальным издателем — Хоструп Шульц, ещё в конце 1880-х годов задумавший перевод на датский язык немецкоязычного Энциклопедического словаря Мейера, однако всей технической стороной заведовал книготорговец Исаак Сальмонсен, в честь которого и была названа энциклопедия.
Первое издание словаря — под названием «Большой илююстрированный энциклопедический словарь Сальмонсена» — вышло в Копенгагене в 18 томах в 1893—1907 годах, в 1911 году вышел дополнительный том.

## Предыстория
9 мая 1891 года между Шульцем и Блангструпом был подписан контракт о том, что с марта 1892 года каждые две недели должно подготавливаться 48 страниц переводного текста для словаря, всего он должен включать 16 томов, а завершить издание планировалось к 1900 году. Однако к 1893 году концепция издания коренным образом поменялась: было решено, что энциклопедия станет не переводом энциклопедии Мейера, а оригинальной датской энциклопедией, написанной отечественными учёными, поэтому работа над ней была начата с нуля. К работе над энциклопедией были привлечены ведущие датские учёные из всех областей знаний.

## Издания
Издание потребовало значительных финансовых вложений и не принесло издателям большой прибыли, однако весь его тираж был быстро распродан. Впоследствии вдова Шульца, Марта Шульц (1841—1915), организовала переиздание энциклопедии с большим количеством иллюстраций и карт, однако её издание считается переизданием 1-го издания.
Второе издание энциклопедии, носившее название «Энциклопедический словарь Сальмонсена», вышло в 1915—1930 годах и включало в себя 26 томов. Это была крупнейшая датскоязычная энциклопедия своего времени; работа над ним началась ещё в 1912 году, первоначально планировалось 20 томов. В работе над вторым изданием работало в общей сложности порядка 760 учёных, в том числе многие из принимавших участие в создании первого издания. Второе издание, вышедшее тиражом 30 тысяч экземпляров и включавшее 99 тысяч статей, продавалось ещё лучше, чем первое, причём не только в Дании, но и в Норвегии (в том числе по причине наличия в энциклопедии большого количества статей, связанных с Норвегией). Со вторым изданием связан интересный факт: в конце 1918 года был выпущен том, содержавший статью «Европа», границы которой после завершившейся Первой мировой войны должны были сильно измениться; по этой причине в томе был оставлен пустой разворот для политической карты Европы (самой карты не было), на который читателям предлагалось приклеивать актуальные варианты карты, которые издательство будет выпускать сообразно меняющейся политической ситуации.
Третье издание, насчитывавшее 12 томов, вышло в 1937—1940 годах, четвёртое и последнее — в 1949 году. В третьем издании насчитывалось порядка 80 тысяч статей, однако объём каждой из них стал гораздо короче, нежели в первых двух изданиях.
В 1960 году возникли планы по осуществлению очередного издания энциклопедии, которые, однако, не были реализованы. В 2009 году второе издание энциклопедии было отсканировано и выложено в Интернете для свободного использования (вычитка была завершена 4 октября 2011 года в рамках проекта «Рунеберг»).